# Ōsato (Miyagi)
Ōsato (jap. 大郷町 Ōsato-chō) – miasto w Japonii, na wyspie Honsiu, w prefekturze Miyagi. Według danych na rok 2020 miejscowość zamieszkiwało 7 813 mieszkańców , a gęstość zaludnienia wyniosła 95,3 os./km².